# 克利緬基 (波爾塔瓦區)
49°31′43″N 34°18′22″E / 49.52861°N 34.30611°E
克利緬基（烏克蘭語：Клименки），是烏克蘭的村落，位於該國中部波爾塔瓦州，由波爾塔瓦區負責管轄，距離皮德列皮奇1公里，海拔高度134米，2001年該村落人口73。